# Kreolski jezici temeljeni na francuskom jeziku
Francuski kreolski jezici (privatni kod: ofbc) su jezici koji su temeljeni na francuskom jeziku, tj. imaju jaki utjecaj tog jezika.
Danas ih je priznato 11, to su:
- Gijanski kreolski [gcr]
- Gvadalupski kreolski francuski [gcf]
- Haićanski kreolski ili Kreyol ayisyen  [hat] je jezik koji se govori većinom u Haitiju. Uz francuski, jezik ima puno posuđenica iz raznih afričkih jezika, kao i nekih domorodačkih jezika.
- Karipúna kreolski francuski [kmv]
- Luizijanski kreolski ili Kreyol Lwiziyen  [lou] je jezik kojim se većinom služe kreolski Afroamerikanci u Louisiani u SAD-u.
- Mauricijski kreolski ili morisyen [mfe] je lingua franca u Mauricijusu.
- Reunionski kreolski je jezik koji se govori na prekomorskom francuskom departmanu, otoku Réunion.
- San Miguel kreolski francuski [scf]
- Sejšelski kreolski poznati i kao Seselwa [crs] je službeni jezik, zajedno s francuskim i engleskim na Sejšelima.
- Svetolucijski kreolski francuski [acf]
- Tayo [cks]

Podijeljen
- Maloantilski kreolski je jezik koji se govori većinom u francuskim (i nekim engleskim) govornim područjima u Malim Antilima, kao Martinik, Gvadalupa, Dominika, Sveta Lucija i na raznim drugim manjim otocima.[2]

Izgubio status
- Lanc-Patuá ili amapá kreolski se govori u Brazilu, većinom u državi Amapá. Ima veliki utjecaj portugalskog jezika. Izgubio je status jezika[3]

## Vanjske poveznice
- Ethnologue (14th)
- Ethnologue (15th)